# Des souris à la Maison-Blanche
Des souris à la Maison-Blanche (Capitol Critters) est une série télévisée d'animation américaine de 13 épisodes de 22 minutes produite par Steven Bochco, Hanna-Barbera et la 20th Century Fox Television et diffusée du 31 janvier 1992 au 17 avril 1992 sur le réseau ABC.
En France, la série a été diffusée sur Canal+ dans l'émission Canaille Peluche.

## Synopsis
Des souris, des rats et des cafards vivent à l’intérieur des murs de la Maison-Blanche. La souris Max (Neil Patrick Harris), sa cousine Berkeley, et son ami le cafard Moze, Jammett, Trixie et Muggle vivent leurs aventures dans cette véritable ville à l'intérieur des murs.

## Épisodes
1. Titre français inconnu (Max Goes to Washington)
2. Titre français inconnu (Of Thee I Sting)
3. Titre français inconnu (The Rat to Bear Arms)
4. Titre français inconnu (Hat & Mouse)
5. Titre français inconnu (A Little Romance)
6. Titre français inconnu (Opie's Choice)
7. Titre français inconnu (An Embarrassment of Roaches)
8. Titre français inconnu (Into the Woods)
9. Titre français inconnu (Gimme Shelter)
10. Titre français inconnu (The KiloWatts Riots)
11. Titre français inconnu (The Bug House)
12. Titre français inconnu (The Lady Doth Protest to Munch)
13. Titre français inconnu (If Lovin' You Is Wrong, I Don't Wanna Be Rat)